# Willendorf (Baixa Áustria)
Willendorf (Baixa Áustria) é um município da Áustria localizado no distrito de Neunkirchen, no estado de Baixa Áustria.